# Davidrentzia valida
Davidrentzia valida is een insect uit de orde Phasmatodea en de  familie Phasmatidae. De wetenschappelijke naam van deze soort is voor het eerst geldig gepubliceerd in 2007 door Brock & Hasenpusch.
1. ↑  (en) Davidrentzia valida op de IUCN Red List of Threatened Species.